# 70th Infantry Division (United States Army)
La 70th Infantry Division (70ª Divisione di fanteria) era una divisione di fanteria dell'esercito degli Stati Uniti che ha partecipato alla Seconda guerra mondiale.
Fu attivata per la prima volta il 15 giugno 1943, venendo organizzata a Camp Adair in Oregon, dopo aver prestato servizio nel teatro europeo  venne disattivata l'11 ottobre 1945 a Camp Kilmer in New Jersey.
Nel marzo 1952 venne nuovamente attivata come divisione della United States Army Reserve ed in seguito venne ridisegnata come 70th Division (Training) fino alla sua disattivazione il 15 novembre 1996 in Michigan ma il suo lignaggio venne portato avanti dal 70th Regional Support Command che fu attivato il giorno successivo e nel 2003 fu rinominato 70th Regional Readiness Command.